# Rodrigo Vélaz
Rodrigo Vélaz (fl. 1092-c. 22 de junio de 1144), noble, conde de Galicia y tenente de Sarria, Lemos, Caldelas y Rábade.

## Vida

### Tenencias
Rodrigo Vélaz era hijo mayor de los condes Vela Ovéquiz y Aldonza Muñoz. Su primera aparición documental data del 31 de julio de 1092, cuando es testigo de la donación que su madre hace del monasterio de San Pedro de Teverga y otros bienes a la catedral de Oviedo. En 1097 vuelve a aparecer como «Rodericus Velaz comitis filius» y ya a finales de mayo de 1112 es conde en Galicia («comes Galletiae»), según documentos del 27 y 31 de ese mes. Pocas semanas antes, el 9 de mayo, también figuraba como tenente de Sarria, para el 1 de abril de 1115 lo era de Lemos, de Caldalas para el 12 de septiembre de 1118 —aunque esta es la única mención de esta tenencia en sus manos— y el 7 de septiembre de 1127 es citado como titular de Rábade.
En 1120 cierto Pelayo Garciaz se presenta como merino y sirve tanto a la reina Urraca I de León como a Rodrigo. El último registro de su gobierno data de abril de 1142, aunque continuó al frente de Sarria y Lemos hasta fines de septiembre de 1143. No hay un registro de Rodrigo después del 5 de octubre de ese año, quizás porque había enfermado de gravedad o estaba demasiado débil como para tomar parte en los asuntos públicos. Su muerte debió ocurrir antes del 22 de junio de 1144, fecha en la que un documento informa que era «in tempore morte comitis Roderico et suo filio Alvaro Roderici tenebat in honore Suprati».

### Relaciones con la monarquía
En el año 1112, instado por la reina Urraca, el conde Rodrigo se trasladó a Santiago de Compostela a fin de intervenir en el conflicto con Alfonso el Batallador y los seguidores del hijo de Urraca y el conde Raimundo de Borgoña, el futuro Alfonso VII.
Defendió la villa de Astorga, donde el arzobispo de Santiago, Gelmírez se refugió tras la derrota sufrida por los gallegos en la batalla de Viadangos, marchó hacia Burgos para socorrer a la reina y logró que los aragoneses, tras la rendición del castillo, aceptasen la paz.
La lealtad de Rodrigo a Urraca durante la parte plagada de conflictos de su reinado queda demostrada por el hecho de que entre 1112 y 1120 pudo confirmar hasta dieciséis cartas reales. Tras su muerte, reconoció a Alfonso VII como rey de León, según la ceremonia que tuvo lugar en Zamora en 1126, e intervino ante él para que otorgase a Pedro Ovéquiz y a su esposa María Fernández ciertas tierras de un lugar llamado Seixon. En 1126 también aparece confirmando una donación y al siguiente asiste a la boda real.

### Actividades militares
En el otoño de 1137 Rodrigo se enroló en el ejército real a la altura del río Ebro y marchó hacia el reino de Navarra. En 1139 participó en el sitio de Oreja y al año siguiente se alió con Fernando Pérez de Traba, por entonces amante de Teresa de León, condesa de Portugal. Ambos fueron derrotados por Alfonso Enríquez, heredero de Teresa y futuro Alfonso I de Portugal, en una batalla tenida lugar cerca de Cerneja, desenlace el cual el autor anónimo de la Chronica Adefonsi imperatoris atribuye a los pecados de ambos condes. Rodrigo Vélaz, uno de ellos por supuesto, fue capturado, pero dos de sus armeros pudieron liberarlo mediante «alguna astuta estratagema» y finalmente logró incorporarse al resto del ejército para refugiarse en Galicia. Allí el futuro monarca portugués habría llegado en varias ocasiones, como en 1134, pero siempre terminaba siendo repelido por el conde Rodrigo, Fernando Pérez y otros nobles de la región.

### Relaciones con la Iglesia

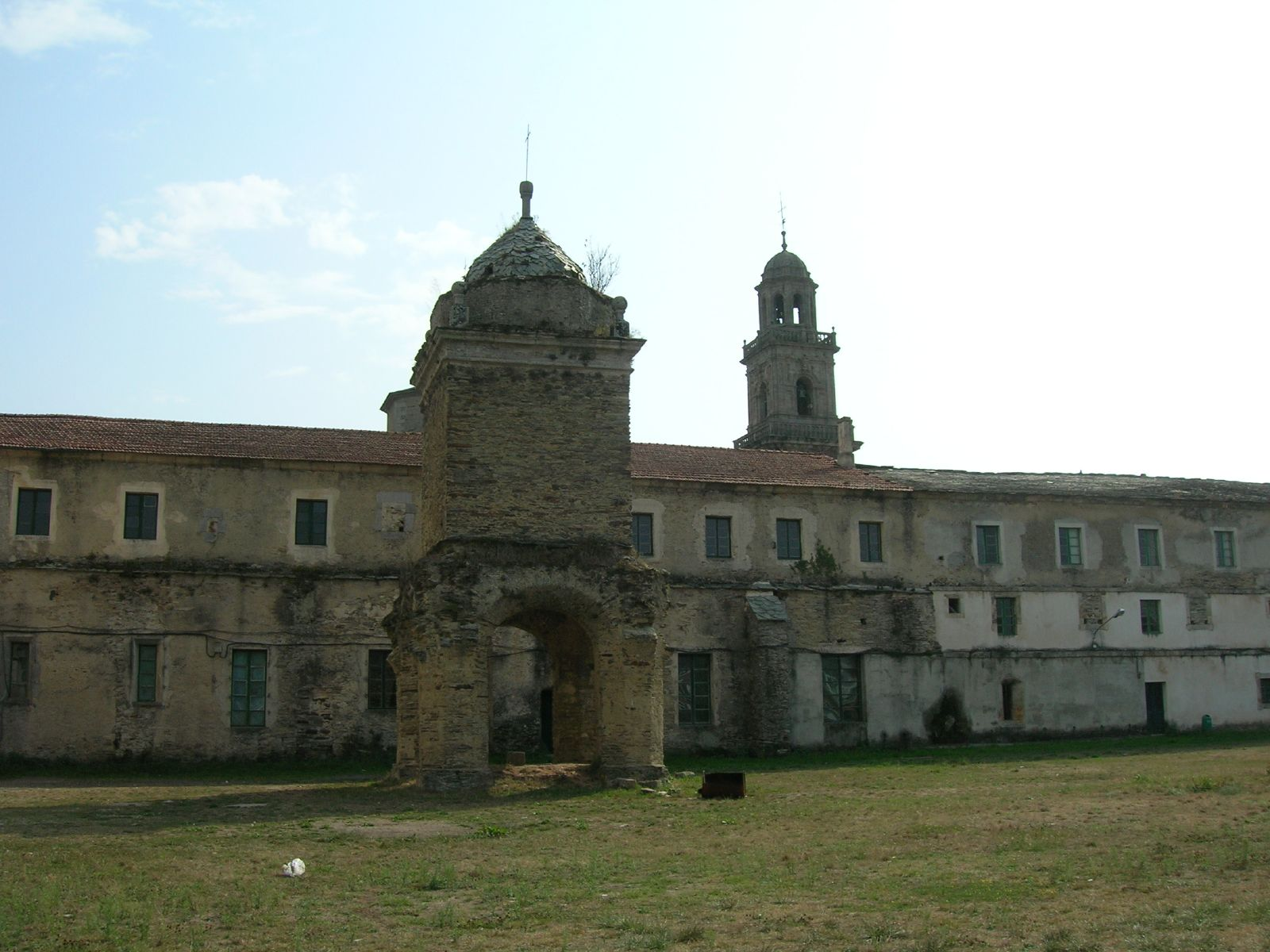
Monasterio de Lorenzana, con el cual Rodrigo Vélaz mantuvo buenas relaciones.

El 13 de junio de 1112 hizo una donación devolviendo al monasterio benedictino de Lorenzana los bienes donados por los antepasados del obispo de Mondoñedo, Nuño Alfonso. Sin embargo, Rodrigo parece haber albergado alguna mala voluntad hacia la sede de Lugo, quizás por el resultado de un caso judicial que en 1078 su padre Vela Ovéquiz había perdido contra dicha iglesia. En 1113 el conde fue acusado de hostigarla por cuestiones de jurisdicción.
Según la Historia compostelana, Rodrigo visitó el reino de Jerusalén alrededor de 1121. Más tarde tuvo una disputa con el obispo Nuño Alfonso sobre sus respectivas jurisdicciones, que fue resuelta mediante un acuerdo el 20 de junio de 1128 e impuesto, al parecer, por Alfonso VII cuando estaba en la corte de Palencia.

## Matrimonio y descendencia
Rodrigo Vélaz contrajo matrimonio con Urraca Álvarez, hija del célebre Alvar Fáñez y su esposa Mayor Pérez Ansúrez. El primer documento que así lo atestigua data del 6 de agosto de 1130 y se trata de una donación que ambos hicieron a la catedral de Lugo.
Con ella tuvo los siguientes hijos:

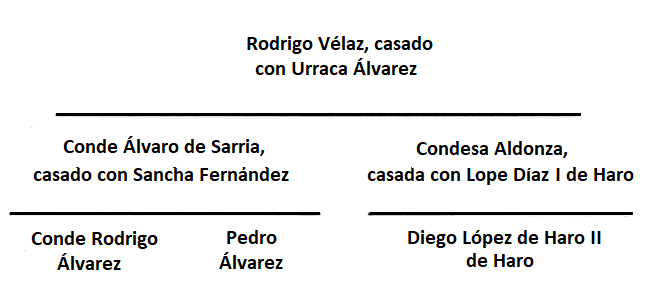
Genealogía propuesta por Jaime de Salazar y Acha para dar cuenta de que Aldonza es hija de Rodrigo Vélaz.

- Álvaro Rodríguez de Sarria, que fue conde de Galicia, ricohombre de Alfonso VII de León y su hijo Fernando,[18] noble y tenente de Lemos, Ribadeo, Suarón, Montenegro, Folgoso, Sarria, Limia y Monterroso, y se casó con Sancha Fernández, hija del conde Fernando Pérez de Traba y de la condesa Teresa de León (quien a su vez era hija de Alfonso VI).[19]
- Elvira Rodríguez, que en el año 1137 recibió una donación por parte de su abuela Aldonza como merced por haberla cuidado en su enfermedad.[18]
- Berenguela, cuya filiación se deduce por dos documentos: uno de 1201, por el cual el conde Gómez de Trastámara dona los bienes que recibió de parte de su abuelo Rodrigo Vélaz, y otro de 1156, en el que se hace constar que Gonzalo Fernández de Traba, padre del referido conde Trastámara, estaba casado con una condesa llamada Berenguela.[18]

Según una hipótesis de Jaime de Salazar y Acha, quien cuestiona su original adscripción a la familia de Rodrigo Fernández de Castro «el Calvo», el conde también pudo ser el padre de:
- Aldonza, que casó con Lope Díaz I de Haro y tuvo a Diego López de Haro «el Bueno».